# Њу Брајтон (Пенсилванија)
Њу Брајтон (енгл. New Brighton) град је у америчкој савезној држави Пенсилванија.

## Демографија
По попису из 2010. године број становника је 6.025, што је 616 (-9,3%) становника мање него 2000. године.
| Група             | 2000.         | 2010.         |
| Белци             | 5.709 (86,0%) | 4.986 (82,8%) |
| Афроамериканци    | 701 (10,6%)   | 644 (10,7%)   |
| Азијати           | 13 (0,2%)     | 9 (0,1%)      |
| Хиспаноамериканци | 33 (0,5%)     | 91 (1,5%)     |
| Укупно            | 6.641         | 6.025         |